# Distretto di Akdepe
Il distretto di Akdepe è un distretto del Turkmenistan situato nella provincia di Daşoguz. Ha per capoluogo la città di Akdepe.